# St. Christophorus (Ostinghausen)

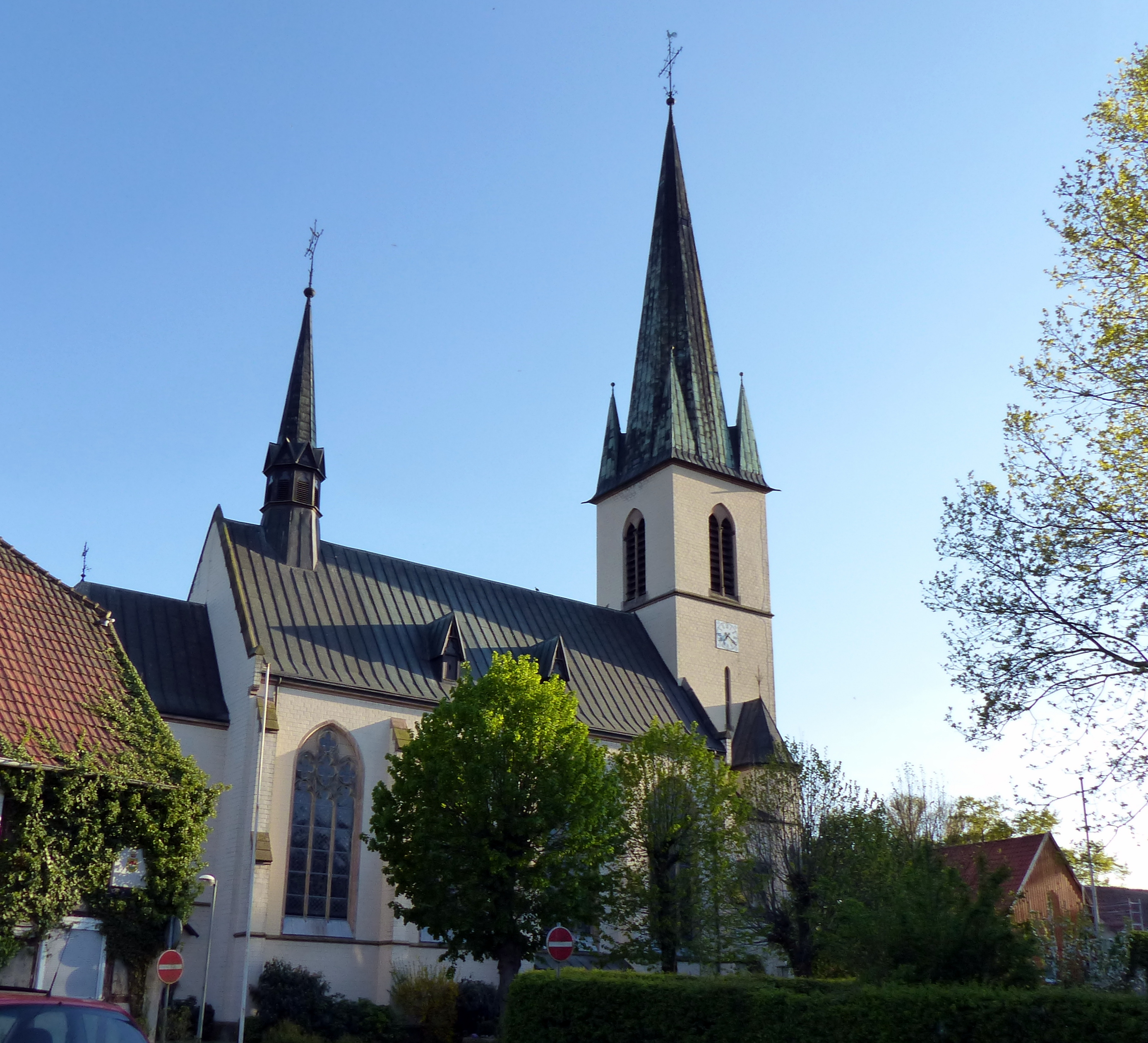
St. Christophorus in Ostinghausen

Die römisch-katholische, denkmalgeschützte Filialkirche St. Christophorus steht in Ostinghausen, einem Ortsteil der Gemeinde Bad Sassendorf im nordrhein-westfälischen Kreis Soest. Die Kirche gehört zum Pastoralen Raum Soest im Dekanat Hellweg des Erzbistums Paderborn.

## Architektur und Ausstattung
Das Langhaus zu vier Jochen der neugotischen Saalkirche und ihr Chor mit Fünfachtelschluss im Osten wurde nach einem Entwurf von Lambert von Fisenne 1895–96 gebaut und am 8. Juli 1896 von Hubert Theophil Simar geweiht. Zwischen den Strebepfeilern des Langhauses befinden sich dreibahnige Maßwerkfenster. Aus dem Satteldach des Langhauses erhebt sich im Osten ein achteckiger Dachreiter, der mit einem spitzen Helm bedeckt ist. Der Kirchturm im Westen stammt im Kern vom romanischen Vorgängerbau. Er wurde aufgestockt, um die Turmuhr und den Glockenstuhl unterzubringen, und mit einem achtseitigen spitzen Helm bedeckt, der von vier kleinen Ecktürmchen flankiert wird. 
Zahlreiche Stücke der Kirchenausstattung des 1895 abgerissenen romanischen Vorgängerbaus, wie das um 1200 gebaute Taufbecken mit einem Relief der Taufe Jesu, wurden wieder aufgestellt.
Das imposante fünfstimmige Geläut aus Siliziumbronze wurde 1947 von Albert Junker in Brilon gegossen und erklingt in den Tönen des′, f′, as′, b′ und c″.